# Otus alius
Otus alius е вид птица от семейство Совови (Strigidae).

## Разпространение
Видът е разпространен в Индия.